# Empresa Portuaria de Chile
La Empresa Portuaria de Chile (EMPORCHI) fue la empresa estatal encargada de la propiedad, administración, mantención y explotación de los puertos. Creada por el DFL N.º 290 de 1960. 
Tuvo a su cargo los puertos de Arica, Iquique, Antofagasta, Coquimbo, Valparaíso, San Antonio, Talcahuano, Puerto Montt, Puerto Chacabuco y Punta Arenas. También se incluía Valdivia, pero este fue destruida por el terremoto de 1960. Antes de 1960 eran administrados por el Servicio de Explotación de Puertos del Servicio Nacional de Aduanas.
Por la Ley N° 19.542 del 30 de diciembre de 1997 EMPORCHI es disuelta y son creadas como sucesoras de la ella empresas estatales en cada uno de los puertos que administraba. Estos son:
- Empresa Portuaria Arica.
- Empresa Portuaria Iquique.
- Empresa Portuaria Antofagasta.
- Empresa Portuaria Coquimbo.
- Empresa Portuaria Valparaíso.
- Empresa Portuaria San Antonio.
- Empresa Portuaria Talcahuano San Vicente.
- Empresa Portuaria Puerto Montt.
- Empresa Portuaria Chacabuco.
- Empresa Portuaria Austral.

Cada una de las empresas administra los puertos que dan origen a sus nombres, a excepción de Empresa Portuaria Austral que administra el Puerto de Punta Arenas y Puerto Natales.
Estas empresas aportan al fisco a través de un sistema de concesiones de la operación de los terminales portuarios importantes recursos, como utilidades.
Durante 2018, los puertos públicos pertenecientes al Sistema de Empresas Públicas, SEP, movilizaron 49.375.246 toneladas, de las cuales cerca de la mitad fueron canalizadas por Puerto San Antonio, según consignó PortalPortuario.cl que es el principal medio especializado de la industria portuaria en Chile.